# Los Enemigos (mini-ópera)
Los Enemigos (en alemán Die Feinde) es una ópera de cámara de Mesías Maiguashca, compositor ecuatoriano radicado en Alemania. La obra fue encargada y estrenada por el ZKM (Zentrum für Kunst und Medientechnologie) de Karlsruhe en 1997.

## La historia
"El cuento de Borges narra el milagro ficticio que acontece a Jaromir Hladík quien es apresado y condenado a muerte por los nazis en la Praga de 1942. Desespera a Hladík enfrentar el pelotón de fusilamiento precisamente ahora, cuando está escribiendo su drama Los Enemigos que él cree será la justificación de su vida. 
Enojado, pide a Dios que le conceda el tiempo para terminarlo. Al día siguiente el pelotón dispara contra él, mas las balas no corren su curso. Hladík comprende: Dios le concede el tiempo para que termine su obra. Procede a escribir febrilmente. En cuanto anota el punto final las balas retoman su curso y lo destrozan.

## Esenciales
Los Enemigos, ópera de cámara (1995-97)
- Música y libreto: Mesías Maiguashca.
- Formación: 2 Tenores, trío de cuerdas, 2 Clarinetes bajos y electrónica.
- Partitura y media: Tre Media Musikverlage Karlsruhe y Mesías Maiguashca.
- Escenas video: Tamás Waliczky.
- Teatro musical basado en el cuento El Milagro Secreto de Jorge L. Borges.

## Reflexiones de compositor
"La realidad en que vivimos es posiblemente real sólo percibida desde nuestro ángulo. Nuestra percepción de espacio y tiempo es la clave para la construcción de nuestra versión de la realidad. Pero un simple sueño distorsiona esa perspectiva, pues mientras el sueño dura, pasa a ser realidad.
"Es sobre todo la linearidad del tiempo lo que encuadra nuestra realidad. Cualquier duda sobre esa linearidad nos angustiaría, borraría los límites entre sueño y realidad. Buscamos seguridad en cadenas de causas y efectos. Pero la sospecha de que somos movidos como piezas de ajedrez nos acosa cada vez más"
"Dios mueve al jugador, y éste, la pieza.
¿Qué Dios detrás de Dios la trama empieza
de polvo y tiempo y sueño y agonías?"
Borges, Ajedrez

## Música, versión y suite
La ópera de Maiguashca describe, a través de un complejo montaje de actuación teatral, proyección video y música electroacústica a ocho canales, el "milagro secreto" que permite escribir a Hladík su obra maestra en los milisegundos que transcurren entre el disparo de los fusiles y su muerte. "Gracias a Dios" esa fracción de segundo es suspendida y ampliada en el tiempo para durar un año. 
El compositor, por su lado, toma motivos de la historia y los divide en doce escenas cortas:
- 1. Introducción
- 2. Primer sueño
- 3. Interrogación
- 4. Estar despierto I
- 5. Segundo sueño
- 6. Estar despierto II
- 7. Oración
- 8. Tercer sueño
- 9. Clemencia
- 10. Fusilamiento
- 11. Milagro
- 12. Epílogo

### La Celda, versión simplificada deLos Enemigos
Escribe el compositor: "Die Feinde (Los Enemigos) es técnicamente de difícil presentación. Por eso hice una versión en teatro musical para un actor, proyección video y montaje audio a ocho canales titulada La Celda. Fue estrenada en el Teatro Bolívar de Quito el 26 de septiembre de 2002." (nota de prensa) (enlace roto disponible en Internet Archive; véase el historial, la primera versión y la última).
- Duración: 60 minutos.
- Textos: en alemán y español
- Media: existe una grabación de La Celda en DVD, hecha por Mesías Maiguashca de la presentación en el Teatro Sucre del 15 de septiembre de 2005. Actor Christoph Baumann.

### Los tres sueños de Hladík
Son representados por tres piezas en formato film-video. Se han presentado independientes -como suite- en varios conciertos. Citemos algunos: Teatro Amadeo Roldán de La Habana (programa), 
- Bienal Internacional de Pintura de Cuenca-Ecuador,
- Battersea Arts Center de Londres (programa) (enlace roto disponible en Internet Archive; véase el historial, la primera versión y la última).
- Encuentros en la Universidad DePaul de Chicago.

Media en formato DVD

## Dedicatoria
"Esta composición es dedicada a mi padre, quien pronto dejará de estar entre nosotros. Siguiendo viejas tradiciones, los indígenas llevan alimentos para el Gran Viaje. Que de paso lleve también esta música."
Mesías Maiguashca, 1997